# محمد جویده

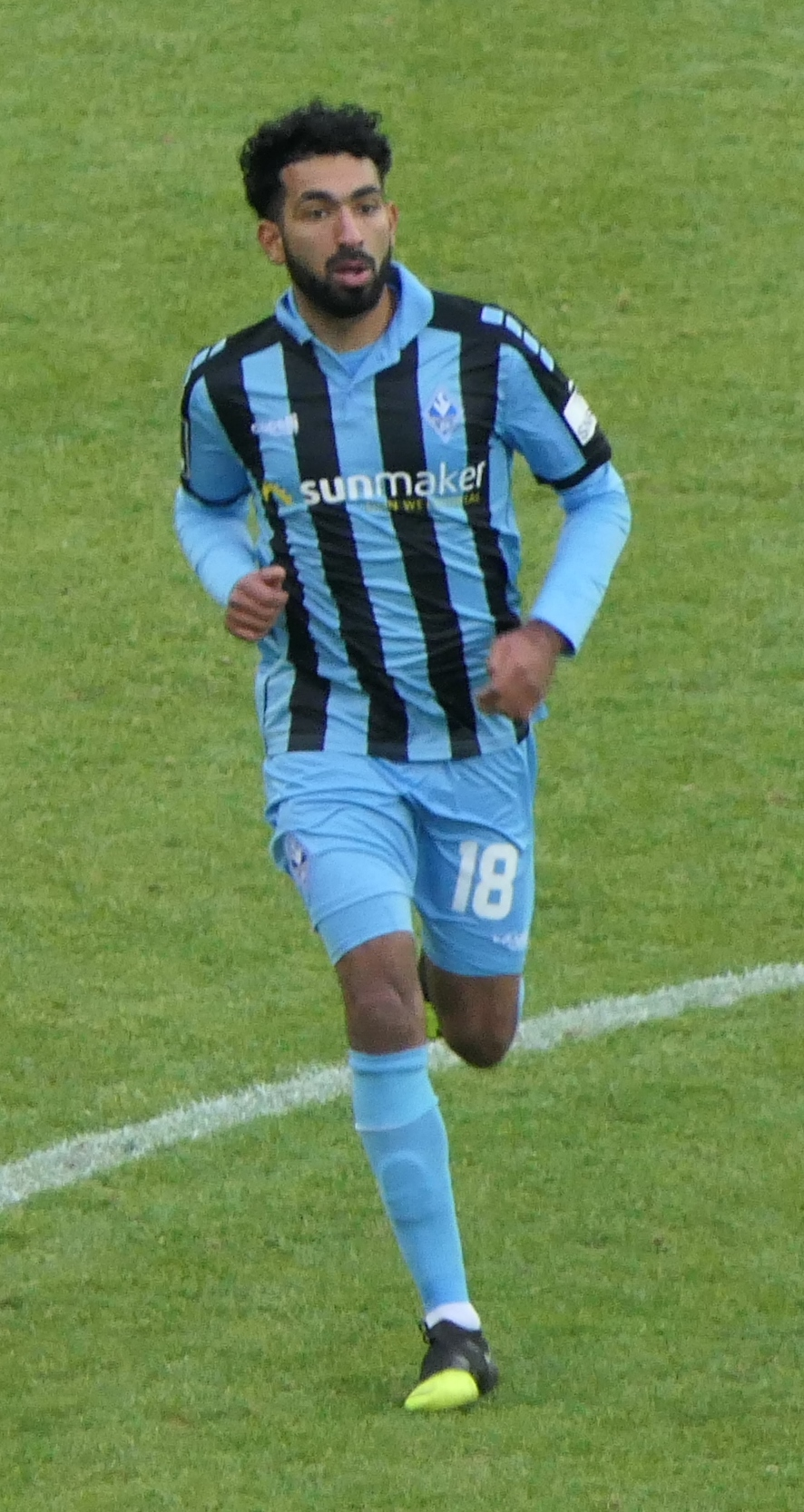
محمد جویده

محمد جویده (انگلیسی: Mohamed Gouaida؛ زادهٔ ۱۵ مهٔ ۱۹۹۳) بازیکن فوتبال اهل تونس است.
از باشگاه‌هایی که در آن بازی کرده‌است می‌توان به باشگاه فوتبال کارلسروهه، باشگاه فوتبال فرایبورگ، و باشگاه فوتبال هامبورگ اشاره کرد.
وی همچنین در تیم ملی فوتبال تونس بازی کرده‌است.